# Liste der Ramsar-Gebiete in Oman
Ramsar-Gebiete in Oman sind nach der 1971 geschlossenen Ramsar-Konvention geschützte Feuchtgebiete in Oman. Diese sind von internationaler Bedeutung, nach der Absicht des internationalen völkerrechtlichen Vertrags insbesondere als Lebensraum für Wasser- und Watvögel. In Oman sind drei Ramsar-Gebiete mit einer Gesamtfläche von  213.876 Hektar ausgewiesen.

## Liste der Ramsar-Gebiete
| Name des Gebiets         | Bild                                                | Region   | Lage                     | Ramsar-Gebietsnummer | Größe in Hektar | Ausweisungs- Datum | Anmerkungen |
| ------------------------ | --------------------------------------------------- | -------- | ------------------------ | -------------------- | --------------- | ------------------ | --- |
| Naturschutzgebiet Qurum  | Strand von Qurum und dahinterliegendes Feuchtgebiet | Maskat   | 23,62° N, 58,47806° O    | 2144                 | 106,8           | 19. Apr. 2013      | Ein Mangrovenwald in der Hauptstadt Maskat (Qurum).                                                                                 |
| Feuchtgebiet al-Ansab    | Bild gesucht                                        | Bousher  | 23,56306° N, 58,32833° O | 2406                 | 54              | 22. März 2020      | Ein künstliches Feuchtgebiet in der Wüste, das einheimische und migrierende Vögel anzieht.                                          |
| Feuchtgebiet in al-Wusta | Bild gesucht                                        | al-Wusta | 20,54194° N, 58,40694° O | 2529                 | 213.714,9       | 25. Okt. 2023      | Das Gebiet umfasst Küstengewässer mit seltener Meeresvegetation, alkalische Seen, Sümpfe, Korallen- und Muschelriffe und Mangroven. |